# فرااخلاق
فرااخلاق، یکی از شاخه‌های فلسفه اخلاق است که به فهم سرشت خواص، جملات، نگرش و قضاوت اخلاقی می‌پردازد. فرااخلاق یکی از سه شاخه اصلی فلسفه اخلاق است، دو شاخه دیگر، نظریه اخلاقی و اخلاق کاربردی هستند. نظریه اخلاقی و اخلاق کاربردی با هم اخلاق هنجاری را تشکیل می‌دهند.
درحالیکه اخلاق کاربردی و هنجاری روی اینکه چه چیزی اخلاقی است تمرکز می‌کنند، فرااخلاق بر محور خود چیستی اخلاق متمرکز است. اخلاق هنجاری سوالاتی از قبیل «باید چه کاری کرد؟» مطرح می‌کند و به این صورت برخی ارزیابی‌های اخلاقی را قبول یا رد می‌کند. ولی فرااخلاق به سوالاتی چون «خوبی چیست؟» یا «چگونه می‌توانیم بد را از خوب تمایز دهیم؟» می‌پردازد؛ به عبارت دیگر، فرااخلاق به دنبال درک طبیعت ویژگی‌های اخلاقی و سرشت ارزیابی‌ها است.
از این نظر فرااخلاق بررسی انتزاعی‌تر مفاهیم اخلاقی است. به باور برخی نظریه‌پردازان، شرح متافیزیک اخلاق برای ارزیابی نظریه‌های اخلاقی و تصمیم‌گیری عملی اخلاقی لازم است. دیگران، با فرض برعکس، پیشنهاد می‌کنند بایستی پیش از اینکه تصویر درستی از متافیزیک اخلاق ارائه دهیم ابتدا ایده‌های درونی اخلاقی را به عمل اخلاقی مناسب تخصیص دهیم.
شاید بتوان دیدگاه‌های فرااخلاقی را بر اساس پاسخ‌هایشان به پرسش‌های زیر تقسیم‌بندی کرد:
- انسان‌ها وقتی از کلمه‌هایی مانند «خوب» و «درست» در زمینه اخلاقی استفاده می‌کنند دقیقا در حال چه کاری هستند؟
- در درجه اول ارزش اخلاقی چیست و آیا این ارزش‌ها مشابه چیزهای آشنای دیگر مانند اشیا و خواص هستند؟
- ارزش‌های اخلاقی از کجا می‌آیند. منبع و اساس آن‌ها چیست؟
- آیا درست و غلط اخلاقی برای تمام انسان‌ها در همه زمان‌ها داریم، یا اخلاقیات فرد به فرد، فرهنگ به فرهنگ فرق می‌کند؟

دیدگاه‌های فرااخلاقی با بررسی معناشناختی گفتمان اخلاقی، هستی‌شناختی خواص اخلاقی، اهمیت اختلافات انسان‌شناسی درباره ارزش‌های اخلاقی و معرفت‌شناسی اینکه چطور ما می‌توانیم ارزش‌های اخلاقی را بدانیم به این سؤال‌ها پاسخ می‌دهند. 
فرااخلاق به ارتباط بین ارزش‌ها، دلایل برای کنش‌ها و انگیزه‌ی انسانی، سوال از اینکه چگونه معیارهای اخلاقی ممکن است برای ما دلیلی بشود برای اینکه کاری را انجام بدهیم یا از انجام دادن آن امتناع کنیم و بسیاری از موارد که معمولا با ماهیت آزادی و اهمیت داشتن یا نداشتن آن برای مسئولیت اخلاقی است می‌پردازد.

## معناشناسی اخلاق
معنا شناسی اخلاقی تلاش می‌کند به سوال «معنای اصطلاحات یا قضاوت‌های اخلاقی چیست؟» پاسخ دهد. پاسخ‌ها ممکن است بر دیگر سوالات مرتبط نیز تاثیرگذار باشند.

### نظریه‌های شناخت‌گرا (Cognitivist Theories)
نظریه‌های شناخت‌گرا معتقدند که جملات اخلاقی ارزیابی‌کننده، گزاره‌ها را بیان می‌کنند (یعنی آن‌ها «قابل صدق» یا «حاملان حقیقت» هستند و میتوانند درست یا نادرست باشند)، برخلاف غیرشناخت‌گرایی. بیشتر اشکال شناخت‌گرایی معتقدند که برخی از این گزاره‌ها درست هستند (از جمله واقع‌گرایی اخلاقی و سابجکتیویسم اخلاقی)، در حالی که نظریه خطا، بر این عقیده است که تمامی آن‌ها اشتباه هستند.

#### واقع‌گرایی اخلاقی (Moral realism)
واقع‌گرایی اخلاقی معتقد است که چنین گزاره‌هایی حقایق مستقل از ذهن و قوی هستند، یعنی حقایقی نیستند که به نظر یا عقیده‌ی شخصی یا گروهی خاص تعلق داشته باشند، بلکه به ویژگی‌های عینی جهان مربوط می‌شوند. نظریه‌های فرااخلاقی معمولاً به دو دسته تقسیم می‌شوند: یکی از آن واقع‌گرایی است و دیگری یکی از سه نوع «ضد واقع‌گرایی». یعنی این سه نظریه: سابجکتیویسم اخلاقی، نظریه خطا و غیرشناخت‌گرایی. 
واقع گرایی اخلاقی نیز دو گروه عمده در خود دارد.
1.طبیعت‌گرایی اخلاقی(Ethical naturalism): معتقد است که ویژگی‌های اخلاقی عینی وجود دارند و این ویژگی‌ها قابل تحویل یا در ارتباط با ویژگی‌های کاملاً غیر اخلاقی قرار دارند (مثل سوپرونیس) و از این طریق به آن‌ها ارتباط دارند. بیشتر طبیعت‌گرایان اخلاقی معتقدند که ما دانش تجربی از حقایق اخلاقی داریم. طبیعت‌گرایی اخلاقی به‌طور ضمنی توسط بسیاری از نظریه‌پردازان اخلاقی مدرن، به‌ویژه فایده‌گرایان پذیرفته شده بود.
2.غیر طبیعت‌گرایی اخلاقی(Ethical Non-Naturalism): همان‌طور که جی. ای. مور بیان کرده است، معتقد است که ویژگی‌های اخلاقی عینی و غیرقابل تحویل وجود دارند (مثل ویژگی «خوب بودن»)، و این که ما گاهی اوقات به‌طور شهودی یا به‌طور دیگری از ویژگی‌های اخلاقی یا از حقایق اخلاقی آگاه می‌شویم. استدلال پرسش باز مور علیه آنچه که او به عنوان «مغالطه طبیعت‌گرایانه» می‌دانست، به‌طور عمده شروع کننده تحقیقات فرااخلاقی در فلسفه تحلیلی معاصر بود.

##### سابجکتیویسم اخلاقی
سابجکتیویسم اخلاقی یکی از اشکال ضدواقع‌گرایی اخلاقی است. این نظریه معتقد است که گزاره‌های اخلاقی به‌وسیله نگرش‌ها و یا سنت‌های مردم، چه سنت‌های جامعه، چه فرد خاص، یا حتی افراد خاص، درست یا نادرست می‌شوند. بیشتر اشکال سابجکتیویسم اخلاقی نسبی‌گرا (Relativist) هستند، اما اشکال قابل توجهی نیز وجود دارند که جهانی‌گرا (Universalist) هستند:
•نظریه ناظر ایده‌آل: معتقد است که آنچه درست است، به نگرش‌هایی بستگی دارد که یک ناظر ایده‌آل فرضی خواهد داشت. ناظر ایده‌آل معمولاً به‌عنوان موجودی با عقل کامل، خلاق و آگاه شناخته می‌شود. گرچه این نظریه به دلیل ارجاع به یک سوژه خاص (هرچند فرضی) سابجکتیویست است، ولی نظریه ناظر ایده‌آل همچنان تلاش می‌کند تا پاسخ‌های جهان شمول به مسائل اخلاقی ارائه دهد.
•نظریه فرمان الهی (Divine Command Theory): معتقد است که برای اینکه چیزی درست باشد، باید موجودی منحصر به‌فرد، یعنی خدا، آن را تأیید کند و آنچه که برای موجودات غیرخدا درست است، اطاعت از اراده الهی است. این دیدگاه توسط افلاطون در «اوتیفرون» نقد شده است (مشاهده مشکل اوتیفرو)، اما هنوز برخی مدافعان مدرن دارد (روبرت آدامز، فیلیپ کویین و دیگران). همانند نظریه ناظر ایده‌آل، نظریه فرمان الهی تلاش می‌کند تا جهانی‌گرا باشد، با وجود اینکه به نوعی سابجکتیویست است.

###### نظریه خطا (Error Theory)
نظریه خطا، که نوع دیگری از ضدواقع‌گرایی اخلاقی است، معتقد است که اگرچه ادعاهای اخلاقی گزاره‌ها را بیان می‌کنند، اما همه این گزاره‌ها نادرست هستند. بنابراین، هم گزاره «قتل اخلاقاً اشتباه است» و هم گزاره «قتل اخلاقاً مجاز است» طبق نظریه خطا نادرست هستند. جی. ال. مک‌کی احتمالاً شناخته‌شده‌ترین طرفدار این دیدگاه است. از آنجا که نظریه خطا وجود حقیقت‌های اخلاقی را انکار می‌کند، این نظریه به نیهیلیسم اخلاقی و از این رو به شک‌گرایی اخلاقی منتهی می‌شود؛ اما نه نیهیلیسم اخلاقی و نه شک‌گرایی اخلاقی به‌طور متقابل نظریه خطا را نتیجه می‌دهند.

### نظریه‌های غیرشناخت‌گرا (Non-cognitivist theories)
نظریه‌های غیرشناخت‌گرا معتقدند که جملات اخلاقی نه درست هستند و نه نادرست زیرا آن‌ها گزاره‌های واقعی را بیان نمی‌کنند. غیرشناخت‌گرایی نوع دیگری از ضدواقع‌گرایی اخلاقی است. بیشتر اشکال غیرشناخت‌گرایی نیز اشکال ابرازگرایانه (expressivism) هستند، اما برخی مانند مارک تیمونز و ترنس هاگن دو نظریه را از هم تمییز می‌دهند و امکان وجود شکل های شناخت‌گرای ابرازگرایی را نیز می‌پذیرند. غیرشناخت‌گرایی شامل موارد زیر است:
•احساس‌گرایی (Emotivism): که توسط آ. ج. آیر و چارلز استیونسون دفاع شده است، معتقد است که جملات اخلاقی تنها برای ابراز احساسات به کار می‌روند. آیر استدلال می‌کند که جملات اخلاقی عبارات تایید یا عدم تایید چیزی هستند، نه تصدیق ها. بنابراین «کشتن اشتباه است» چیزی شبیه به «بیزاریم از کشتن!» است.
•نظریه شبه‌واقع‌گرایی (Quasi-realism): که توسط سایمون بلک‌برن دفاع شده است، معتقد است که جملات اخلاقی از نظر زبانی مانند ادعاهای واقعی رفتار می‌کنند و می‌توانند به درستی «درست» یا «نادرست» نامیده شوند، حتی اگر هیچ حقیقت اخلاقی برای تطبیق آن‌ها وجود نداشته باشد. نظریه‌های پراژکتیویسم و فیکشنالیسم اخلاقی به این نظریه مرتبط هستند.
•دستور گرایی عام (Universal prescriptivism): که توسط آر. ام. هیر دفاع شده است، معتقد است که جملات اخلاقی مانند جملات دستوری جهانی عمل می‌کنند. بنابراین «کشتن اشتباه است» چیزی شبیه به «نکش!» است. نسخه هیر از دستوری‌گرایی نیاز دارد که دستورات اخلاقی قابل تعمیم به همه باشند و در نتیجه ارزش‌های عینی داشته باشند، در عین اینکه به‌طور ذاتی جملات توضیحی با ارزش‌های حقیقتی نیستند.

### مرکزی‌گرایی و غیرمرکزی‌گرایی (Centralism and non-centralism)
راه دیگری برای دسته‌بندی نظریه‌های فرااخلاقی این است که بین نظریه‌های اخلاقی مرکز گرا و غیرمرکز گرا تمایز قائل شویم. مناقشه بین مرکز گرایی و غیرمرکز گرایی حول رابطه بین مفاهیم «باریک» (Thin) و «گسترده» (Thick) اخلاقی است: مفاهیم باریک اخلاقی مانند خوب، بد، درست و نادرست هستند؛ مفاهیم گسترده اخلاقی مانند شجاعت، بی عدالتی، عدالت هستند. در حالی که هر دو طرف توافق دارند که مفاهیم باریک عمومی‌تر و مفاهیم گسترده خاص‌تر هستند، مرکز گرایان معتقدند که مفاهیم باریک مقدم بر مفاهیم گسترده هستند و بنابراین این مفاهیم به مفاهیم باریک وابسته هستند. به عبارت دیگر، مرکز گرایان استدلال می‌کنند که فرد باید کلماتی مانند «درست» و «باید» را قبل از درک کلماتی مانند «عادلانه» و «بی‌رحم» بفهمد. غیرمرکز گرایی این دیدگاه را رد می‌کند و معتقد است که مفاهیم باریک و گسترده برابرند و حتی مفاهیم گسترده نقطه شروع کافی برای درک مفاهیم باریک هستند.

## اخلاقیات، انگیزه‌ها و دلایل
اگر روی چیزی برچسب خوب می‌زنیم (قضاوت می‌کنیم که خوب است) حالا به درست یا غلط، در واقع همان انگیزه است برای ترویج، دنبال کردن، محافظت کردن یا احترام گذاشتن به آن. به نظر ارتباطی ضروری بین دلایل و ویژگی‌های اخلاقی و همچنین بین قضاوت‌های اخلاقی و انگیزه‌ها وجود دارد. 
«چرا باید اخلاقی باشم؟» همواره در مرکز تلاش‌ها برای توضیح ارتباط بین اخلاقیات و دلایلی که برای انجام کارهایمان داریم بوده. برخی استدلال کرده‌اند که این سؤال جای درستی مطرح نشده. حداقل اگر پیش‌فرضش این باشد که برای اخلاقی بودن باید یک سری دلایل غیر اخلاقی داشته باشیم این سؤال جای درستی مطرح نشده. برخی دیگر می‌گویند که این سؤال به راحتی پاسخ داده می‌شود. چرا که مثلا همین حقیقت که عملی به لحاظ اخلاقی لازم است نتیجه می‌دهد که فرد دلیلی برای انجام آن دارد. 